# Tornei di tennis maschili nel 1884
Prima della nascita della cosiddetta "Era Open" del tennis, ossia l'apertura ai tennisti professionisti degli eventi più importanti, tutti i tornei erano riservati ad atleti dilettanti. Nel 1884 tutti i tornei erano amatoriali, tra questi c'erano i tornei del Grande Slam: il Torneo di Wimbledon e gli U.S. National Championships.

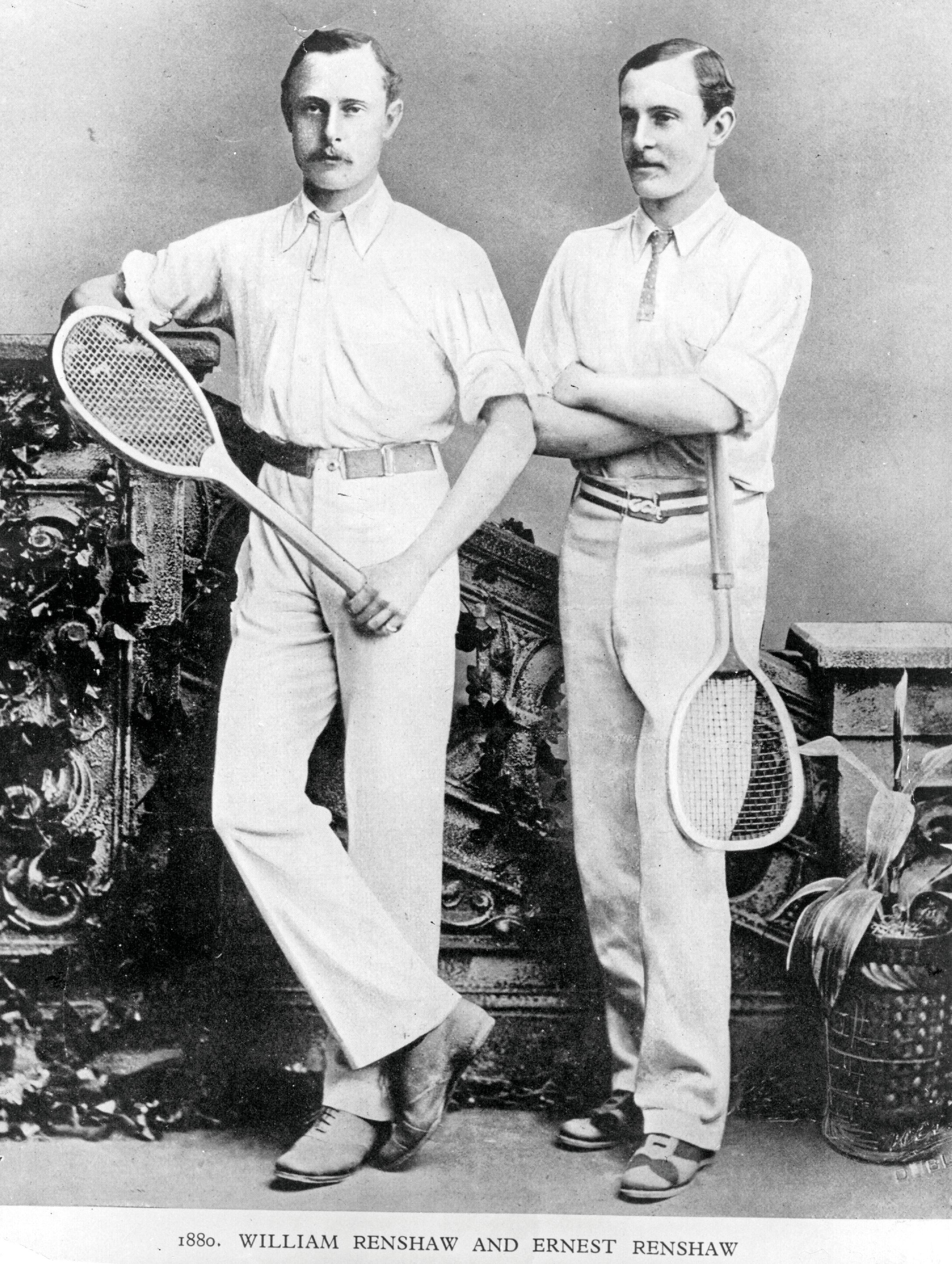
Immagine dei fratelli Renshaw

Nel 1884 venne disputata l'ottava edizione del Torneo di Wimbledon questo vide la quarta vittoria di William Renshaw vincitore nel challenge round sul britannico Herbert Lawford per 6–0, 6–4, 9–7; quest'ultimo si era imposto nella finale del torneo preliminare sul britannico Charles Walder Grinstead per 7–5, 2–6, 6–2, 9–7. William Renshaw nel corso della sua carriera avrebbe vinto in totale sette edizioni del Torneo di Wimbledon stabilendo un record che detiene insieme a Pete Sampras e Roger Federer. In quest'anno oltre al singolare femminile venne introdotto il torneo di doppio maschile. Nella sua prima edizione il doppio maschile venne vinto da Renshaw e Ernest Renshaw che s'imposero in finale su Ernest Lewis ed Edward Williams per 6–3, 6–1, 1–6, 6–4.
Nel 1884 venne disputata anche la quinta edizione dell'Irish Championships dove s'impose il britannico Herbert Lawford che sconfisse in finale Ernest Renshaw per 6-1 6-4 6-2. Nello U.S. National Championships, (oggi conosciuto come US Open) tenutosi sui campi in erba del Newport Casino di Newport negli Stati Uniti nel singolare maschile si impose ancora lo statunitense Richard Sears, che sconfisse nel challenge round il connazionale Howard A. Taylor in tre set con il punteggio di 6-0 1-6 6-0 6-2. Oltre al torneo di singolare maschile si disputò anche il torneo di doppio dove si sono imposti lo stesso Sears e James Dwight che in finale hanno battuto Alexander van Rensselaer e Arthur Newbold 6-4, 6-1, 8-10, 6-4.

## Calendario

### Gennaio
Nessun evento

### Febbraio
Nessun evento

### Marzo
Nessun evento

### Aprile
Nessun evento

### Maggio
| Settimana | Torneo                                                       | Vincitore                   | Finalista      | Semifinalisti | Eliminati ai quarti |
| --------- | ------------------------------------------------------------ | --------------------------- | -------------- | ------------- | ------------------- |
| Maggio    | Irish Championships 1884 Dublino, Irlanda Singolare - Doppio | Herbert Lawford 6-1 6-4 6-2 | Ernest Renshaw |               |                     |
| Maggio    | Irish Championships 1884 Dublino, Irlanda Singolare - Doppio |                             |                |               |                     |

### Giugno
| Settimana | Torneo                                                                    | Vincitore                                   | Finalista            | Semifinalisti | Eliminati ai quarti |
| --------- | ------------------------------------------------------------------------- | ------------------------------------------- | -------------------- | ------------- | ------------------- |
| Giugno    | Northern Championships 1884 Liverpool, Gran Bretagna Singolare - Doppio   | Donald Charles Stewart 5-7 6-4 6-4 6-0      | Herbert Wilberforce  |               |                     |
| Giugno    | Northern Championships 1884 Liverpool, Gran Bretagna Singolare - Doppio   |                                             |                      |               |                     |
| Giugno    | Torneo di Cheltenham 1884 Cheltenham, Gran Bretagna Singolare - Doppio    | Donald Charles Stewart 10-8 6-1 6-3         | Richard Dudley Sears |               |                     |
| Giugno    | Torneo di Cheltenham 1884 Cheltenham, Gran Bretagna Singolare - Doppio    |                                             |                      |               |                     |
| Giugno    | West of England Championships 1884 Bath, Gran Bretagna Singolare - Doppio | Ernest de Sylly Hamilton Browne 6-4 6-2 6-4 | C.K. Wood            |               |                     |
| Giugno    | West of England Championships 1884 Bath, Gran Bretagna Singolare - Doppio |                                             |                      |               |                     |

### Luglio
| Settimana | Torneo                                                                                  | Vincitore                                         | Finalista                    | Semifinalisti | Eliminati ai quarti |
| --------- | --------------------------------------------------------------------------------------- | ------------------------------------------------- | ---------------------------- | ------------- | ------------------- |
| 12 luglio | Northumberland Championships 1884 Newcastle upon Tyne, Gran Bretagna Singolare - Doppio | Joseph Bruce Ismay 3-6 6-1 6-1 6-4                | Howard Pease                 |               |                     |
| 12 luglio | Northumberland Championships 1884 Newcastle upon Tyne, Gran Bretagna Singolare - Doppio |                                                   |                              |               |                     |
| 15 luglio | Torneo di Wimbledon 1884 Londra, Gran Bretagna Singolare - Doppio                       | William Renshaw 6–0, 6–4, 9–7                     | Herbert Lawford              |               |                     |
| 15 luglio | Torneo di Wimbledon 1884 Londra, Gran Bretagna Singolare - Doppio                       | William Renshaw Ernest Renshaw 6–3, 6–1, 1–6, 6–4 | Ernest Lewis Edward Williams |               |                     |
| 19 luglio | Scottish Championships 1884 Edimburgo, Gran Bretagna Singolare - Doppio                 | Reginald Arthur Gamble 6-3 10-8 2-6 6-3           | John Galbraith Horn          |               |                     |
| 19 luglio | Scottish Championships 1884 Edimburgo, Gran Bretagna Singolare - Doppio                 |                                                   |                              |               |                     |

### Agosto
| Settimana | Torneo                                                                 | Vincitore                                      | Finalista                               | Semifinalisti | Eliminati ai quarti |
| --------- | ---------------------------------------------------------------------- | ---------------------------------------------- | --------------------------------------- | ------------- | ------------------- |
| 30 agosto | U.S. National Championships 1884 Newport, USA Singolare - Doppio       | Richard Sears 6-0 1-6 6-0 6-2                  | Howard Taylor                           |               |                     |
| 30 agosto | U.S. National Championships 1884 Newport, USA Singolare - Doppio       | Richard Sears James Dwight 6-4, 6-1, 8-10, 6-4 | Alexander van Rensselaer Arthur Newbold |               |                     |
| Agosto    | Torneo di Exmouth 1884 Exmouth, Gran Bretagna Singolare - Doppio       | Charles Walder Grinstead 6-2 6-2 6-3           | Erskine Gerald Watson                   |               |                     |
| Agosto    | Torneo di Exmouth 1884 Exmouth, Gran Bretagna Singolare - Doppio       |                                                |                                         |               |                     |
| Agosto    | Derbyshire Championships 1884 Buxton, Gran Bretagna Singolare - Doppio | Charles Walder Grinstead 5-7 6-2 6-2 5-7 6-4   | Ernest de Sylly Hamilton Browne         |               |                     |
| Agosto    | Derbyshire Championships 1884 Buxton, Gran Bretagna Singolare - Doppio |                                                |                                         |               |                     |

### Settembre
| Settimana | Torneo                                                                           | Vincitore                      | Finalista      | Semifinalisti | Eliminati ai quarti |
| --------- | -------------------------------------------------------------------------------- | ------------------------------ | -------------- | ------------- | ------------------- |
| Settembre | South of England Championships 1884 Eastbourne, Gran Bretagna Singolare - Doppio | Teddy Williams 1-6 6-2 6-2 6-2 | William Taylor |               |                     |
| Settembre | South of England Championships 1884 Eastbourne, Gran Bretagna Singolare - Doppio |                                |                |               |                     |

### Ottobre
| Settimana | Torneo                                                                  | Vincitore                                 | Finalista              | Semifinalisti | Eliminati ai quarti |
| --------- | ----------------------------------------------------------------------- | ----------------------------------------- | ---------------------- | ------------- | ------------------- |
| 9 ottobre | National Collegiate Championships 1884 Hartford, USA Singolare - Doppio | Wallace Percy Knapp 10-12 4-6 6-3 6-3 6-2 | Howard Augustus Taylor |               |                     |
| 9 ottobre | National Collegiate Championships 1884 Hartford, USA Singolare - Doppio |                                           |                        |               |                     |

### Novembre
Nessun evento

### Dicembre
| Settimana | Torneo                                                               | Vincitore | Finalista                 | Semifinalisti | Eliminati ai quarti |
| --------- | -------------------------------------------------------------------- | --------- | ------------------------- | ------------- | ------------------- |
| Dicembre  | Victorian Championships 1884 Melbourne, Australia Singolare - Doppio | H. Brind  | non conosciuta (bandiera) |               |                     |
| Dicembre  | Victorian Championships 1884 Melbourne, Australia Singolare - Doppio |           |                           |               |                     |